# Vol 714 a Sidney
Vol 714 a Sidney (en francès: Vol 714 pour Sidney) és el vint-i-dosè àlbum de Les aventures de Tintín, del dibuixant belga Hergé. El títol es refereix a un vol que en Tintín i els seus amics no poden agafar perquè es veuen implicats en una trama per segrestar un excèntric milionari d'un avió privat en una illa d'Indonèsia. L'àlbum tracta una temàtica poc habitual a Les aventures de Tintín: la ciència-ficció i els fets paranormals. El misteri central queda, a més, sense resoldre.

## Argument
En una escala a l'aeroport de Jakarta abans d'arribar al seu destí, la ciutat australiana de Sydney, en Tintín, el capità Haddock i el professor Tornassol es troben amb el seu amic Szut, aparegut per primera vegada a Stoc de coc. Ara és el pilot personal del milionari Laszlo Carreidas. Veient que no poden rebutjar l'oferta de viatge de Carreidas, en Tintín i companyia s'embarquen en el jet privat del milionari. Durant el vol, el secretari de Carreidas i altres còmplices segresta l'avió i el fa aterrar en una illa volcànica deserta. Ja a terra, els protagonistes es troben cara a cara amb en Rastapopoulos, que vol aconseguir la fortuna de Carreidas.

## Història
Hergé va comentar que amb Vol 714 a Sidney volia "tornar a l'aventura en majúscules... sense tornar-hi realment". Va intentar respondre dues preguntes: "Hi ha altres planetes habitats? I hi ha gent que ho sap?" Hergé tenia un gran interès en els fenòmens paranormals, i creia que si una història tenia aquests elements faria créixer l'interès del públic sobre el tema. Va estar influït per l'obra de Robert Charroux Le livre des secrets trahis, que desenvolupava la idea que els extraterrestres van influir en la humanitat durant la prehistòria.
Després de la publicació de l'àlbum, Hergé va lamentar haver mostrat la nau espacial alienígena al final de la història, malgrat que no estava segur de com hauria acabat la història sense aquesta.

### El Carreidas 160

El Carreidas 160 en detall, segons el Tintín magazine

Hergé volia que el Carreidas 160, l'avió del multimilionari Laszlo Carreidas, tingués el mateix nivell de detall que tots els vehicles ficticis que havia dibuixat fins llavors, des de l'Unicorn de El secret de l'Unicorn fins al coet lunar de Hem caminat damunt la Lluna. L'avió supersònic que volia dibuixar per a la nova entrega no podia ser inversemblant. Hergé, que ja havia complert 60 anys i patia dermatitis a la mà amb què dibuixava, va delegar la tasca de dissenyar l'avió a Roger Leloup, un company seu dels Estudis Hergé. Leloup, artista tècnic i expert en aviació, havia dibuixat el coet lunar, el De Havilland Mosquito de Stoc de coc i tots els avions de la reedició de L'illa negra.